# Wspólnota administracyjna Oberbergkirchen
Wspólnota administracyjna Oberbergkirchen – wspólnota administracyjna (niem. Verwaltungsgemeinschaft) w Niemczech, w kraju związkowym Bawaria, w rejencji Górna Bawaria, w regionie Südostoberbayern, w powiecie Mühldorf am Inn. Siedziba wspólnoty znajduje się w miejscowości Oberbergkirchen.
Wspólnota administracyjna zrzesza cztery gminy wiejskie (Gemeinde): 
- Lohkirchen, 704 mieszkańców, 14,88 km²
- Oberbergkirchen, 1 591 mieszkańców, 27,54 km²
- Schönberg, 946 mieszkańców, 25,33 km²
- Zangberg, 1 092 mieszkańców, 9,84 km²